# Nonancourt
Nonancourt är en kommun i departementet Eure i regionen Normandie i norra Frankrike. Kommunen ligger i kantonen Nonancourt som tillhör arrondissementet Évreux. År 2022 hade Nonancourt 2 300 invånare.

## Befolkningsutveckling
Antalet invånare i kommunen Nonancourt
Referens:INSEE